# 더 기프티드 (태국 드라마)
《더 기프티드》(태국어: The Gifted – นักเรียนพลังกิฟต์ 더 기프티드 – 나크리안 팔랑 키프트[*], 로마자: The Gifted: Nakrian phalang kift, 《더 기프티드 – 특별한 능력을 타고난 학생들》)는 2018년 8월 5일부터 2018년 11월 4일까지 방송되었던 태국의 드라마이다.

## 등장 인물

### 주요 인물
- 고라팟 것판 : 파와렛 섬리티롱 (팽) 역
- 와치라윗 릉위왓 : 와수턴 워라첫메티 (웹) 역
- 아핏츠야 텅캄 : 츠야닛 프랏카릿 (남탄) 역
- 하릿 치와카룬 : 위차이 사잉언 (옴) 역
- 라미다 치라너라팟 : 아이린 차랏판 (클래) 역
- 아타판 푼사왓 : 푼 타위신 (푼) 역
- 파트돈 창언 : 타나컨 겁쿤 (컨) 역
- 나파선 위라윳윌라이 : 팟차몬 피티웡컨 (몬) 역